# نترات النيكل الثنائي
نترات النيكل الثنائي هو مركب كيميائي صيغته Ni(NO3)2، ويوجد على هيئة صلب أخضر، وهو مركب قابل للاسترطاب، ويوجد عادة بشكله المائي على هيئة سداسي هيدرات Ni(NO3)2 · 6 H2O.

## التحضير
يحضر الشكل المائي المركب من تفاعل حمض النتريك الممدد مع أكسيد النيكل الثنائي:
{\displaystyle {\ce {NiO + 2 HNO3 + 5 H2O -> Ni(NO3)2.6H2O}}}
أما الشكل اللامائي فيحضر من تفاعل رباعي كربونيل النيكل مع رباعي أكسيد ثنائي النتروجين:
{\displaystyle {\ce {Ni(CO)4 + 2 N2O4 -> Ni(NO3)2 + 2 NO + 4 CO}}}

## الخواص
يوجد المركب على هيئة بلورات خضراء اللون، ويوجد بشكل شائع بشكله المائي مرتبطاً مع جزيئات الماء على هيئة سداسي هيدرات.

## الاستخدامات
يستخدم نترات النيكل في مجال الطباعة الكهربائية والطلي الكهربائي بالنيكل.